# Julius Dittforth

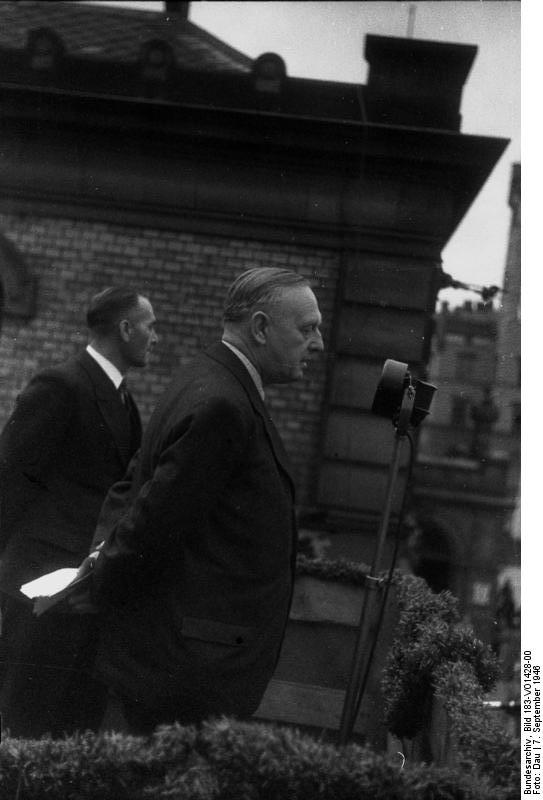
Reichsbahnpräsident Dittforth

Julius Dittforth (* 16. August 1890 in Nienburg/Weser; † 14. August 1947 in Schkauditz) war ein deutscher Klempner, Gewerkschaftspolitiker, Präsident der Reichsbahndirektion Erfurt und Erfurter Stadtrat (SPD).

## Leben
Dittforth stammte aus der Familie eines Klempnerhandwerksbetriebes. Nach dem Besuch der Volksschule erlernte er den Klempner-Beruf. Seit 1905 war er gewerkschaftlich organisiert. Ab 1911 studierte Dittforth in Rostock Hoch- und Tiefbau. Nach seinem Umzug nach Erfurt wurde er Eisenbahner, trat 1915 in die Sozialdemokratische Partei Deutschlands (SPD) ein. 1920 beteiligte er sich an den Kämpfen zur Niederschlagung des Kapp-Putschs. Seit 1924 war er Vorsitzender der Gesamtpersonalvertretung der Reichsbahndirektion Erfurt.
Nach dem Machtantritt des NS-Regimes 1933 wurde er für kurze Zeit verhaftet, aber wieder freigelassen. Dittforth engagierte sich im Widerstand gegen den NS-Staat. Er war Mitglied einer illegalen Gruppe von Eisenbahngewerkschaftern, die in Erfurt und Umgebung aktiv war. Später gehörte er einer anderen Widerstandsgruppe an ("Alte Kumpane"), die Aufklärung über das NS-Regime unter ehemaligen Gewerkschaftern betrieb. Nach seiner Freilassung aus der "Schutzhaft" 1933 arbeitete Dittforth in einem Ingenieurbüro. 1944 wurde er zu Zwangsarbeit bei der Organisation Todt (OT) einberufen.
Im April 1945 wurde er zum Präsidenten der Reichsbahndirektion Erfurt berufen. Als Mitglied des Bund demokratischer Sozialisten (BDS) und der SPD unterstützte er deren Parteiaufbau. 1946 wurde er mit ihrem Mandat in den Erfurter Stadtrat gewählt. 
Im August 1947 verstarb er bei einem Eisenbahnunfall. An der Unfallstelle am Bahndamm in der Ortslage Schkauditz wurde ein Gedenkkreuz für ihn und einen weiteren tödlich verunglückten Eisenbahner errichtet.